# Ludvig August Colding
Ludvig August Colding, född 13 juli 1815 på Arnakkegård vid Holbæk, död 21 mars 1888 i Köpenhamn, var en dansk fysiker och ingenjör.
Colding var först snickare, men tog 1841 polyteknisk examen och blev 1847 "vandinspektør" (vattenledningschef) i Köpenhamn. Han utarbetade planerna för Köpenhamns vatten- och gasverk och ledde deras utförande samt blev 1858 stadsingenjör och hade som sådan en betydande del i stadens alla offentliga arbeten, särskilt kloakledningarna. År 1856 blev han medlem av Videnskabernes Selskab i Köpenhamn och 1875 av svenska Vetenskapsakademien. År 1869 tilldelades han professors titel. 
Colding författade några viktiga avhandlingar, dels om havsströmmar, dels om naturkrafternas inbördes sammanhang. Vid sidan av Julius Robert von Mayer och James Prescott Joule räknas han som en av grundläggarna av termodynamikens första huvudsats. Colding hade redan tidigt uppfattningen, att naturkrafterna är oförgängliga, och avsåg redan 1840, således ett år före Mayers första uppsats i frågan, framlägga denna åsikt för det i Köpenhamn församlade skandinaviska naturforskarmötet, men avstod från denna plan. För att bevisa riktigheten av sina åsikter utförde han därefter en serie experiment angående den värme som uppstår vid friktion. Han fann, att den utvecklade värmemängden är oberoende av de gnidande kropparnas natur och hastighet och endast beror på det i värme omsatta mekaniska arbetet.
År 1843 inlämnade Colding en berättelse om sina försök i avhandlingen Nogle sætninger om kræfterne till Videnskabernes Selskab, vilket dock uppskattade arbetet som därför ej trycktes förrän långt senare, då Joules berättelser om hans grundläggande friktionsförsök 1843) och Hermann von Helmholtz epokgörande arbete "Ueber die Erhaltung der Kraft" (1847) brutit väg för de idéer, som Colding förfäktat. Hans likartade, men mer ofullkomliga arbete miste därigenom allt inflytande på vetenskapens utveckling.

## Utmärkelser
- Riddare av Dannebrogorden,  1867[2]
- Dannebrogsmännens hederstecken,  1886[2]

[Redigera Wikidata]